# Leucoptera spartifoliella

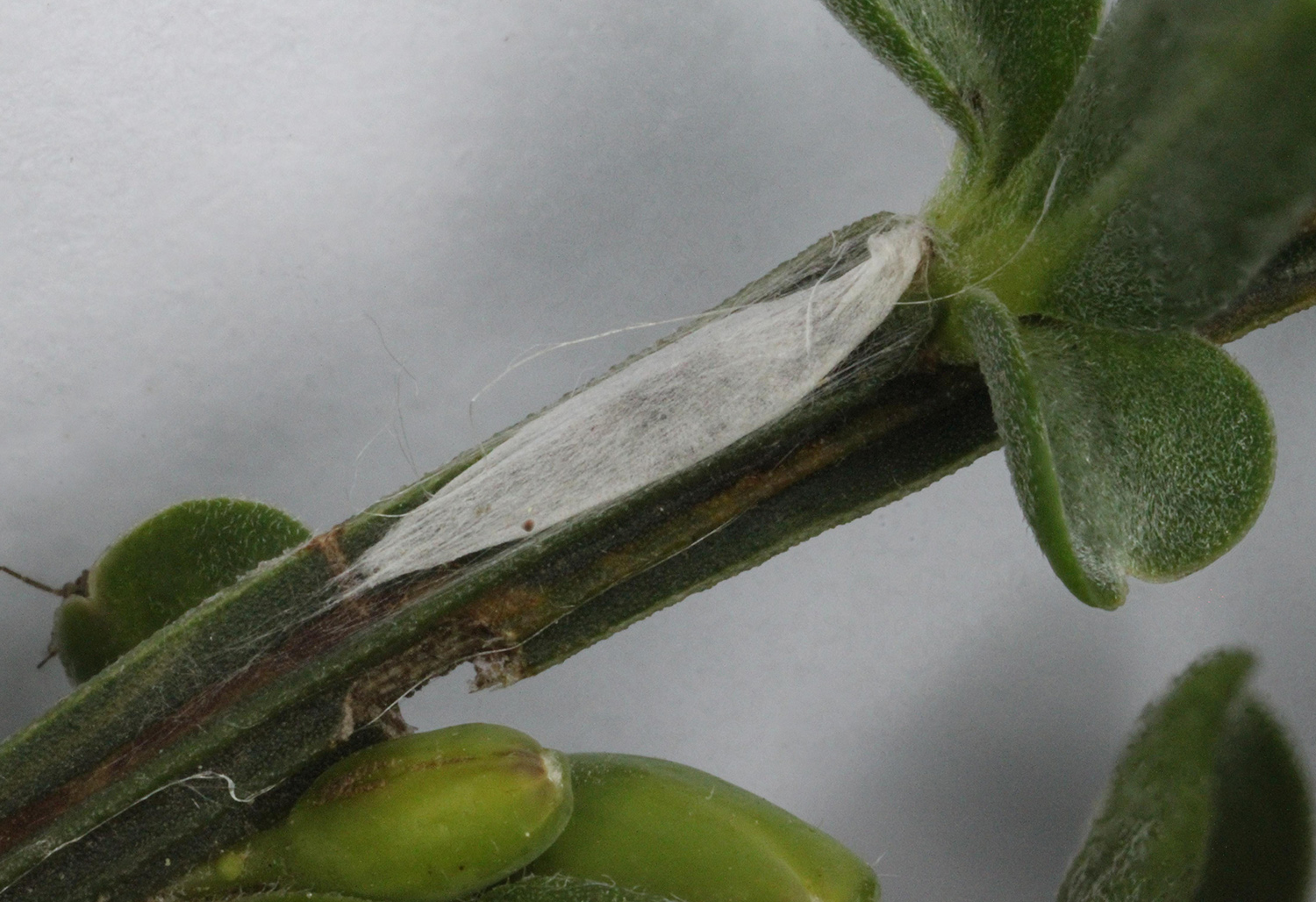
Puppe

Leucoptera spartifoliella ist ein Kleinschmetterling aus der Familie der Langhorn-Blattminiermotten.

## Merkmale
Die winzigen seidenfarbenen weißen Motten besitzen eine Länge von 3–4 mm sowie eine  Flügelspannweite von 7–9 mm. Im äußeren Bereich der Vorderflügel befinden sich mehrere charakteristische braun-gelbe Flecke, so dass bei der Motte in Ruhestellung hinten zwei markante dunkle Flecke erkennbar sind. Die Motten besitzen relativ lange Fühler.

## Verbreitung
Leucoptera spartifoliella ist in Europa weit verbreitet. In Großbritannien ist die Art ebenfalls weit verbreitet, auf der irischen Insel kommt sie nur lokal vor. Auf dem Balkan fehlt die Art. Die Art wurde 1960 in Kalifornien zu Pflanzenschutzzwecken eingeführt. Die Schmetterlingsraupen schädigen den dort eingeschleppten Besenginster. In Australien wurde Leucoptera spartifoliella ebenfalls zu Pflanzenschutzzwecken eingeführt. In Neuseeland wurde die Art schon in der zweiten Hälfte des 20. Jahrhunderts eingeschleppt, spielt dort aber mittlerweile ebenfalls eine wichtige Rolle in der Kontrolle des Besenginsters.

## Lebensweise
Die Raupen minieren in den Ästen des Besenginsters (Cytisus scoparius), vorzugsweise von Jungpflanzen. Im späten Frühjahr verpuppen sich die Raupen in weißen Kokons an den Ästen ihrer Wirtspflanze. Die Raupen sind sehr wirtsspezifisch. Neben Besenginster ist nur noch Cytisus purgans als Wirtspflanze bekannt. Leucoptera spartifoliella kann ihre Wirtspflanzen im Wachstum stark beeinträchtigen und zu deren Tod führen.
Die ausgewachsenen Falter erscheinen im Juni und Juli.

## Natürliche Feinde
Als ein wichtiger Parasitoid von Leucoptera spartifoliella gilt Baryscapus evonymellae (syn. Tetrastichus evonymellae), eine Erzwespenart aus der Familie Eulophidae. Diese legt ihre Eier an den Schmetterlingsraupen des ersten Raupenstadiums ab. Ihre Wirte werden jedoch erst während der Verpuppung getötet.

## Taxonomie
In der Literatur finden sich folgende Synonyme:
- Leucoptera cytisanthi Deschka, 1972
- Tinea punctaurella Haworth, 1828
- Tinea spartifoliella Hübner, 1813